# Conte di Portsmouth
Conte di Portsmouth è un titolo nobiliare inglese nella Parìa di Gran Bretagna.

## Storia
Il titolo venne creato nel 1743 per John Wallop, I visconte Lymington, che precedentemente era stato rappresentante del parlamento per l'Hampshire nella Camera dei Comuni ed era già stato creato Barone Wallop, di Farleigh Wallop nell'Hampshire nella Contea di Southampton, e Visconte Lymington, nel 1720, sempre nella Parìa di Gran Bretagna.
Il IV conte rappresentò la costituente di Andover e quella di Devonshire North in parlamento. Nel 1794 assunse per licenza reale per sé e per i suoi eredi lo stemma ed il cognome della famiglia Fellowes.
Il V conte riprese, senza licenza reale, lo stemma e le armi dei Wallop.
Il VI conte fu rappresentante al parlamento per Barnstaple in parlamento come Liberale.
Oliver Henry Wallop, l'VIII conte, si spostò dall'Inghilterra negli Stati Uniti, vivendo a Sheridan, nel Wyoming, e quando morì i titoli passarono a suo fratello, il VII conte. Noto col nome di O.H. Wallop, questi prestò servizio due volte come rappresentante di stato nella Wyoming Legislature. Nel 1891 divenne cittadino americano e gli venne concesso di prendere la sua posizione alla Camera dei Lords solo dopo avervi rinunciato.
Il IX conte fu un membro del parlamento per Basingstoke nelle schiere dei Conservatori.
Il X conte, che succedette al padre nel 1984, era figlio di Oliver Kintzing Wallop, visconte Lymington (1923–1984).
Il politico americano Malcolm Wallop era nipote dell'VIII conte.
La sede di famiglia è a Farleigh House nell'Hampshire.

## Conti di Portsmouth (1743)
- John Wallop, I conte di Portsmouth (1690–1762)
  - John Wallop, visconte Lymington (1718–1749)
- John Wallop, II conte di Portsmouth (1742–1797)
- John Charles Wallop, III conte di Portsmouth (1767–1853)
- Newton Fellowes, IV conte di Portsmouth (1772–1854), fratello del III conte
- Isaac Newton Wallop, V conte di Portsmouth (1825–1891)
- Newton Wallop, VI conte di Portsmouth (1856–1917)
- John Fellowes Wallop, VII conte di Portsmouth (1859–1925), fratello del VI conte
- Oliver Henry Wallop, VIII conte di Portsmouth (1861–1943), fratello del VI e del VII conte
- Gerard Vernon Wallop, IX conte di Portsmouth (1898–1984)
  - Oliver Kintzing Wallop, visconte Lymington (1923–1984)
- Quentin Gerard Carew Wallop, X conte di Portsmouth (n. 1954)

L'erede apparente è il figlio dell'attuale detentore del titolo, Oliver Henry Rufus Wallop, visconte Lymington (n. 1981).